# Crazy Taxi 3: High Roller
Crazy Taxi 3: High Roller — видеоигра в жанре аркадного автосимулятора, разработанная студией Hitmaker и изданная компанией Sega эксклюзивно для игровой приставки Xbox в 2002 году. В Европе игра издавалась как просто Crazy Taxi 3. В 2003 году игра была портирована на аркадные автоматы в Японии под названием Crazy Taxi: High Roller. В 2004 году автосимулятор был портирован на персональные компьютеры под управлением Windows. В России игру издала компания «Акелла» под названием «Crazy Taxi 3: Безумный Таксист». Это третья часть серии Crazy Taxi.
Игра схожа со своими предшественниками, но в третьей части был добавлен новый город со своими таксистами.

## Игровой процесс
Crazy Taxi 3: High Roller является аркадным автосимулятором, выполненным в трёхмерной графике. Как и предыдущие части серии, игра сосредотачивается на перевозке пассажиров за определённое время. Как и в Crazy Taxi 2, имеется возможность перевозить группу людей, каждого в свой пункт назначения. Выполняя трюки на дороге, такие как например прыжки на трамплинах или проезд рядом с проезжающей машиной, можно получить больше денег за перевозку пассажиров. После каждой поездки показывается общая стоимость поездки и ставится один из четырёх рангов: быстрый (англ. Speedy), обычный (англ. Normal), медленный (англ. Slow) и плохо (англ. Bad), причём последний ставится в том случае, когда игрок не успел вовремя отвести пассажира.
В игре представлено несколько режимов: гонка на время, аркада и мини-игра «Crazy Box». За исключением «Crazy Box», игра будет продолжаться до тех пор, пока не истечёт определённое количество времени. В аркадном режиме сначала даётся одна минута для поиска пассажира, однако она будет увеличиваться благодаря собранным игроком бонусам. «Crazy Box» представляет собой сборник мини-игр, в котором есть обучение, благодаря которому можно попрактиковаться в езде на машине и перевозке людей, а также поиграть в различные виды спорта.

## Оценки и мнения
| Сводный рейтинг       | Сводный рейтинг | Сводный рейтинг |
| Издание               | Оценка          | Оценка          |
| Издание               | PC              | Xbox            |
| --------------------- | --------------- | --------------- |
| GameRankings          |                 | 70,29 %         |
| Game Ratio            |                 | 69 %            |
| Metacritic            |                 | 69/100          |
| MobyRank              | 49/100          | 68/100          |
| Иноязычные издания    |                 |                 |
| Издание               | Оценка          | Оценка          |
| Издание               | PC              | Xbox            |
| AllGame               |                 | [ 6 ]           |
| Edge                  |                 | 6/10            |
| EGM                   |                 | 8,33/10         |
| Eurogamer             |                 | 4/10            |
| Famitsu               |                 | 32/40           |
| G4                    |                 | 3/5             |
| Game Informer         |                 | 8,5/10          |
| GamePro               |                 | [ 11 ]          |
| GameRevolution        |                 | C               |
| GameSpot              |                 | 6,9/10          |
| GameSpy               |                 | 82/100          |
| GameZone              |                 | 8,7/10          |
| IGN                   |                 | 6,5/10          |
| OXM                   |                 | 8/10            |
| TeamXbox              |                 | 5,9/10          |
| XboxAddict            |                 | 4,5/5           |
| Русскоязычные издания |                 |                 |
| Издание               | Оценка          | Оценка          |
| Издание               | PC              | Xbox            |
| Absolute Games        | 61 %            |                 |
| «PC Игры»             | 6/10            |                 |
| «Игромания»           | 7/10            |                 |
| «Страна игр»          | 5/10            |                 |

Crazy Taxi 3: High Roller была сдержанно принята игровой прессой. Основная критика шла в сторону малого количества изменений, по сравнению с предыдущими частями серии. Версия для Xbox на сайте Metacritic имеет среднюю оценку в 69 баллов из 100 возможных, а на GameRankings — 70,29 %.